# Tehaapapa I
Tehaʻapapa I (1735–1790) (Tehaʻapapa Fatu'araʻi Teri'i-tariʻa Te-i'oa-tua-vahine) là nữ hoàng đảo Huahine.

## Thân thế
Bà sinh năm 1735 và trở thành nữ hoàng năm 1760. Chồng bà là hai vị lãnh tụ Raiatea: Rohianuʻu và Mato Teriʻi-te Po Areʻi.
Bà mất năm 1790, người kế vị ngai vàng lúc này là con trai bà với Mato Teriʻi-te Po Areʻi Teriitaria I
Ngoài ra, bà còn có một cô con gái tên là Tura'iari'i Ehevahine, người mà sau này trở thành Hoàng hậu đảo Raiatea.  Quốc Vương đảo Raiatea Tamatoa IV và Nữ hoàng Teri'itaria II là hai hậu duệ của bà.
Nữ hoàng Tehaʻapapa I là vị nữ hoàng đầu tiên của chế độ quân chủ Huahine và Maiao.